# Постель для брата и сестры, 1782
«Постель для брата и сестры, 1782» (швед. Syskonbädd 1782) — фильм шведского режиссёра Вильгота Шёмана, вышедший на экраны в 1966 году. Экранизация пьесы Джона Форда «Как жаль её развратницей назвать».

## Сюжет
Действие фильма происходит в Швеции XVIII века. Молодой дворянин Якоб возвращается домой из Франции. Он вступает в кровосмесительную связь со своей сестрой Шарлоттой, которая собирается выйти замуж. Шарлотта обнаруживает, что беременна от брата, и просит его бежать из дома вместе с ней. Однако Якоб не хочет менять привычный образ жизни. Кроме того, ему известно, что дети от подобной связи рождаются не вполне здоровыми. Поэтому после размышлений он решает отказать сестре, оставив её наедине с проблемами.

## В ролях
- Биби Андерсон — Шарлотта
- Пер Оскарссон — Якоб
- Гуннар Бьернстранд — граф Шварц
- Ярл Кюлле — барон Карл